# عادل تقي الدين
عادل أحمد تقي الدين (11 ديسمبر 1912 - 29 يونيو 1984) محامي وقاضي لبناني.  ولد في بعقلين بقضاء الشوف في عائلة درزية عريقة وهو ابن أحمد تقي الدين الشاعر والقاضي. تخرج بكلية الحقوق بالجامعة اليسوعية في 1933 وعمل في سلك المحاماة والقضاء في عدد من المحاكم والمؤسسات وبعد ذلك أصبح المدعي العام في 1958. ترجم كتاب الدروز ونقح قانون العدلية لأنيس صالح وخليل تقي الدين قبل طبعه. ترك مخطوطة مذكرات قاض وله مقالات. 

## سيرته
ولد عادل بن أحمد بن عبد الغفار بن حسين في بعقلين في 11 كانون الأول 1912 وتخرّج في كلية الحقوق، الجامعة اليسوعية سنة 1933 ومارس القضاء محققاً، ثم مدعياً عاماً في الإستئناف، ثم محامياً في التمييز.

عُيّن مساعداً قضائياً سنة 1934، فرئيس دائرة الترجمة 1937، فقاضي تحقيق في طرابلس 1943، فقاضي تحقيق في صيدا 1945، فمحامياً عاماً سنة 1948. فمدعياً عاماً في طرابلس سنة 1952 وانتدب مدعياً عاماً في المحكمة العسكرية في بيروت سنة 1958 ثم أحيل إلى التقاعد سنة 1965، وقد خدم القضاء 34 سنة، ثم دعته شركة طيران الشرق الأوسط ليكون مساعد المدير العام في الدائرة القضائية سنة 1966، ولم يترك الشركة إلا عندما بلغ السن القانونية سنة 1979.

توفي في 29 حزيران 1984 في بيروت ودفن في مسقط رأسه بعقلين.

## حياته الشخصية
تزوج من جمال علم الدين تقي الدين.
وأولادهما: وليد، نائلة و نجيب. 

## آثاره
ترجم كتاب الدروز (Les Druzes) للكابتن بورون (Capitaine N. Bouron) سنة 1933 ونقح قانون العدلية لأنيس صالح وخليل تقي الدين قبل طبعه، وترك مخطوطة بعنوان مذكرات قاض تناولت عهود الحكم المتعاقبة في لبنان، ونشر عدداً من المقالات في الصحف. 